# Join the Flumeride
Join the Flumeride är en film från 1998. Idé och manus Tobias Persson. Filmen är gjord på Sturegymnasiet. Filmen är en parodi på Per Gessle, Gyllene Tider och popduon Roxette, som 1991 hade en hitsång som heter  "Joyride", där det sjungs "Join the Joyride".
Per Gessle själv gör en cameo som dörrvakt. Jonas Hallberg och Måns Ivarsson spelar sig själva.